# Essen Challenger 1983
L'Essen Challenger 1983 è stato un torneo di tennis facente parte della categoria ATP Challenger Series nell'ambito dell'ATP Challenger Series 1983. Il torneo si è giocato a Essen in Germania dal 4 al 10 luglio 1983 su campi in terra rossa.

## Vincitori

### Singolare
Rolf Gehring ha battuto in finale  José López Maeso con il punteggio di 6–4, 6–3

### Doppio
Mike Myburg /  Christo van Rensburg hanno battuto in finale  Nick Brown /  Steve Shaw con il punteggio di 6–4, 6–2